# Deens gambiet
Het Deens of Noords gambiet is in de opening van een schaakpartij een gambiet waarbij wit een of twee pionnen offert om tot een snelle ontwikkeling te komen. Het is ingedeeld bij de open spelen en valt onder ECO-code C21, het middengambiet. De beginzetten van het Deens gambiet zijn
1. e4 e5
2. d4 exd4, het aangenomen middengambiet
3. c3 (zie diagram 1)
In het midden van de 19e eeuw was dit gambiet al bij Martin From bekend en later werd het vooral door Deense en Zweedse schakers geanalyseerd. Jacques Mieses had er zo rond de eeuwwisseling veel succes mee. Het Deens gambiet was vooral in trek bij het correspondentieschaak.
Terwijl het middengambiet geen echt gambiet is (wit kan de pion op d4 meteen terugwinnen), is het Noords gambiet dat wel. In veel gevallen biedt zwart na c3 nog een derde pion aan alvorens terug te slaan. 
De typerende voortzetting is:
3. ... dxc3
4. Lc4 cxb2
5. Lxb2 (zie diagram 2)
Per saldo heeft wit twee pionnen geofferd maar in de tussentijd ook de beide lopers ontwikkeld. Daardoor heeft wit een ontwikkelingsvoorsprong en kansen op een koningsaanval, bijvoorbeeld door Db3 met dubbele aanval op de velden b7 en f7. Een goede verdedigingsmogelijkheid voor zwart is het teruggeven van een pion met 5. ..., d7-d5, een zet aanbevolen door Carl Schlechter.
Wit kan er ook met 4. Pxc3 voor kiezen om het bij een enkelvoudig pionoffer te houden. Vaak zal de opening dan overgaan in het Göringgambiet.
Naast het aangenomen Noords Gambiet heeft zwart verschillende mogelijkheden om het gambiet te weigeren, door op de vierde zet bijvoorbeeld al d5 te spelen (de Sørensenverdediging), de gambietpion terug te geven (4. ..., d3) of op de vierde zet gewoon een ontwikkelingszet te doen (bijv. d6 of Pf6).